# アレッサンドロ・ピッティン
アレッサンドロ・ピッティン（Alessandro Pittin、1990年2月11日 - ）はイタリア共和国、フリウリ＝ヴェネツィア・ジュリア州ウーディネ県トルメッツォ出身のノルディック複合選手。

## プロフィール
2005年からノルディックスキージュニア世界選手権に出場、同大会4度目の2008年（ポーランド、ザコパネ）でグンダーセン金メダル、スプリント銅メダルを獲得、翌2009年（スロバキア、ストルブスケ・プレソ）では5km、10kmの2冠に輝いた。
ノルディック複合・ワールドカップには2007年12月15日にデビュー、33位だった。2007-2008シーズンはランク外、2008-2009シーズンは総合35位、2009年ノルディックスキー世界選手権ではラージヒル10kmで6位に入賞。
2009-2010シーズンは自己最高位となる3位を3度記録し、バンクーバーオリンピックではノーマルヒル10kmで銅メダルを獲得、オリンピックのノルディック複合競技でイタリア初のメダリストとなった。このシーズンのワールドカップ総合は13位だった。